# 소말리아 내전
소말리아 내전(소말리어: Dagaalkii Sokeeye ee Soomaaliya, 아랍어: الحرب الأهلية الصومالية al-ḥarb al-’ahliyya aṣ-ṣūmāliyya)은 소말리아에서 현재 진행 중인 내전이다. 1980년대 시아드 바레의 군사독재 정권에 대한 저항에서부터 시작되었다. 1988년에서 1990년 사이에 소말리아군은 동북부를 거점으로 한 소말리아 구국민주전선(SSDF), 서북부를 기반으로 한 소말리아 국민동맹(SNM), 남부를 기반으로 한 연합 소말리아 의회(USC) 등의 여러 반군과 교전했다. 각 부족을 기반으로 한 반군은 1991년 바레 정권을 전복시켰다.
특히 소말리아 남부를 중심으로 권력 공백과 혼란 상태가 발생하면서 다양한 무장 세력이 영향력을 가지고 싸우기 시작했다. 1990년에서 1992년 사이에는 관습법 체계도 일시적으로 붕괴되며 파벌 싸움이 확산되었다. 중앙정부가 부재한 상태에서 소말리아는 "파탄국가"가 되었다. 이 때문에 1992년 7월 UNOSOM I 유엔 군사 임무단이 소말리아에 도착했고, 이후 더 큰 규모인 통합임무부대와 UNOSOM II 임무가 이어졌다. 1993년 소말리아의 군벌과 UNOSOM II 임무단이 무력 충돌을 한 끝에 1995년 유엔이 소말리아에서 철수했다. 중앙정부가 붕괴되가 대부분 지역은 지역 전통 관습법 체계인 헤르와 종교법인 샤리아 체계로 복귀했다. 1991년부터 1998년까지 소말리아 북부 지역엔 두 자치 정부도 수립되었다. 각 지역이 자치를 하는 등의 여러 이유로 전투 강도가 낮아지면서 스톡홀름 국제평화연구소은 1997년과 1998년 주요 무력 분쟁 목록에서 소말리아를 제거했다.
2000년 소말리아 과도국가정부가 수립되었고, 2004년에는 소말리아 과도연방정부(TFG)가 수립되었다. 2005년부터는 분쟁 감소 추세가 멈춰 2005년에서 2007년 사이 소말리아 남부를 중심으로 파괴적이고 지속적인 무장 분쟁이 발생했으나 1990년대보다는 강도가 약했다. 2006년에는 에티오피아가 소말리아를 침공해 이슬람계 반군인 이슬람 의회 연합을 축출하고 소말리아 과도연방정부로 권력을 넘겼다. 하지만 이슬람 의회 연합이 붕괴되면서 여러 다른 이슬람 단체들이 독립적인 세력으로 자리를 잡으며 점령에 반대하는 대규모 반란이 시작되었다. 특히 이 시기에 알샤바브가 뚜렷한 모습을 드러냈고 이후에도 소말리아 정부 및 아프리카 연합 주도의 AMISOM 평화유지군에 대항해 계속 교전하고 있다. 오랜 기간 분쟁으로 2008년부터 2013년까지 6년 연속으로 소말리아는 취약국가지수 1위를 차지했다.
2011년 10월 준비 회의 이후 케냐군이 알샤바브와 교전하고 소말리아 내에 완충 지대 수립을 목적으로 린다 은치 작전을 발동해 소말리아 남부에 진입했다. 케냐군은 2012년 2월 공식적으로 다국적군 병력으로 통합되었다. 2012년 8월에는 내전이 시작된 이래 사상 최초로 영구적인 중앙 정부인 소말리아 연방정부가 수립되었다. 이후 국제적 여러 이해관계자와 분석가들은 소말리아가 안정을 향한 어느 정도의 진전을 보이고 있는 '취약국가'라고 보고 있다.

## 시아드 바레 정부의 몰락과 붕괴 (1978~1981)
소말리아는 영국 보호령이었던 북부와 이탈리아의 신탁통치를 받던 남부로 갈라져있었다가 1960년에 통일해서 그 결과로 소말리아 민주 공화국이 탄생했다. 1969년 시아드 바레 장군이 쿠데타를 일으켜, 1991년까지 22년간 소말리아 대통령을 역임했다.
미국은 친소정부였던 시아드 바레 집권부를 지지했다. 1986년 시아드 바레가 자신의 명령에 따르지 않는 부족들을 특수부대인 레드 베레로 공격하자, 소말리아 혁명이 시작되었다.
1991년 1월 26일 시아드 바레 대통령이 모하메드 파라 아이디드가 이끄는 군벌연합의 쿠데타로 축출되어 퇴임한 이후, 소말리아 혁명에 반대하는 혁명이 발생했다. 내전에 따른 폭력의 증가는 인권 마비, 무정부 상태를 초래했다.
내전이 격화되자, 소말릴란드라고 불리는 소말리아 북서부 지역이 소말릴란드 공화국으로 독립을 선포했다. 그러나, 어느 나라도 독립을 승인하지 않았다. 북동부 지역은 푼트랜드라고 불린다. 푼트랜드도 1998년 자치 공화국을 선포했으나, 인접한 소말릴란드와 달리 푼틀란드는 소말리아에 대해 명백하게 독립을 추구하지는 않는다.
미국은 1993년 소말리아 사태를 해결하기 위해 특수부대인 델타 포스를 모가디슈 전투에 파병했다가 현지 민병대원에게 헬기 두 대가 격추당하고 18명의 병사가 체포돼 목숨을 잃었던 이른바 "블랙호크 다운"의 아픈 기억을 갖고 있다.
1991년부터 20년간의 내전속에서 소말리아인 40만 명이 숨진 것으로 추정되며 57만 명은 난민이 돼 인접국으로 떠돌고 140만 명이 살던 곳에서 쫓겨난 것으로 알려졌으며, 소말리아인들은 지금의 무정부 상태보다 시아드 바레 정부 시절이 훨씬 좋았던 '황금시기'였다고 생각하고 있다.
소말리아 인권단체들은 정부군의 20%(5000∼1만 명), 반군 병력의 80%가 소년병이며 9세 어린이까지 전장에 투입되고 있다고 지적했다.

## UN의 개입 (1992–1996)
소말리아 정권 붕괴에 따른 인도적 지원과 질서 안정을 위해서, 유엔 안보리 제733호 결의와 유엔 안보리 제746호 결의에 따라 UNOSOM I 평화유지군이 창설되었다.

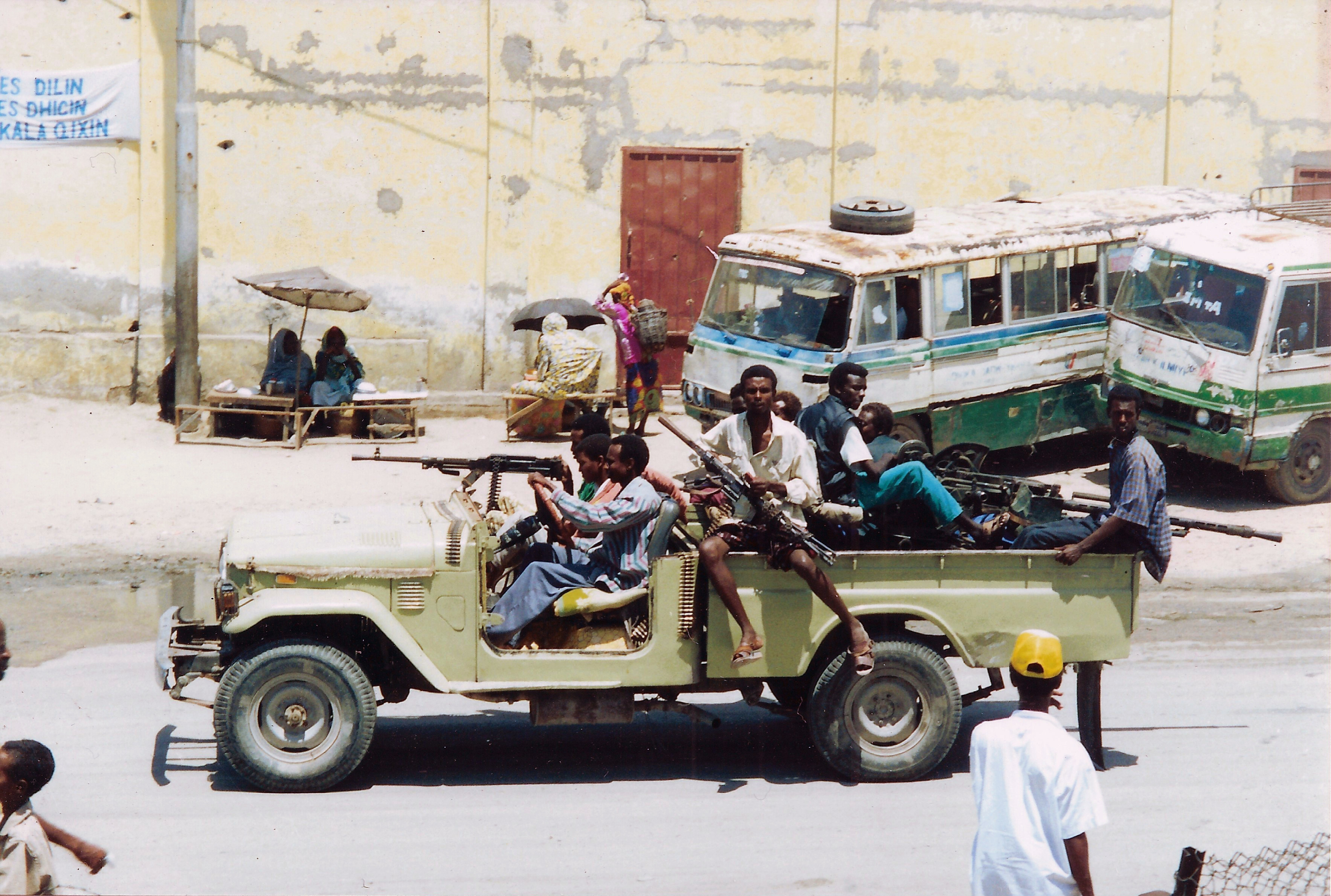
모가디슈 시내의 반군

## 같이 보기
- 소말리아 전쟁 (2009년~현재)
- 미국의 소말리아에 대한 군사 개입 (2007년~현재)
- 소말리아 전쟁 (2006년~2009년)
- 소말리아의 역사 (1991년~2006년)
- 소말리아 내전의 각 세력
- 모가디슈 선
- 아프리카의 뿔 분쟁

## 참고 문헌
- Afyare Abdi Elmi. Understanding the Somalia conflagration: Identity, political Islam and peacebuilding. Pluto Press, 2010.
- Barnes, Cedric, and Harun Hassan. "The rise and fall of Mogadishu's Islamic Courts". Journal of Eastern African Studies 1, no. 2 (2007): 151–160.
- Bøås, Morten. "Returning to realities: a building-block approach to state and statecraft in Eastern Congo and Somalia". Conflict, Security & Development 10, no. 4 (2010): 443–464.
- I. M. Lewis. A Modern History of the Somali: Nation and State in the Horn of Africa, Athens: Ohio University Press, 2002, ISBN 978-0-8214-1495-8.
- Jutta Bakonyi. "Authority and administration beyond the state: local governance in southern Somalia, 1995–2006", Journal of Eastern African Studies, Vol. 7, Issue 2, 2013.
- Ken Menkhaus. Somalia: State collapse and the threat of terrorism. Adelphi Papers No. 364, Routledge, 2008.
- McGregor, Andrew. "The Leading Factions Behind the Somali Insurgency". Terrorism Monitor, Volume V, Issue 8, April 26, 2007.